# 27572 Shurtleff
27572 Shurtleff este un asteroid din centura principală de asteroizi.

## Descriere
27572 Shurtleff este un asteroid din centura principală de asteroizi. A fost descoperit pe 31 august 2000 la Socorro, New Mexico, în cadrul proiectului LINEAR. Asteroidul prezintă o orbită caracterizată de o semiaxă mare de 3,02 ua, o excentricitate de 0,03 și o înclinație de 1,4° în raport cu ecliptica.